# Escalier C
Pour l’article homonyme, voir Escalier C (film).
 (juin 2024).
Si vous disposez d'ouvrages ou d'articles de référence ou si vous connaissez des sites web de qualité traitant du thème abordé ici, merci de compléter l'article en donnant les références utiles à sa vérifiabilité et en les liant à la section « Notes et références ».
Escalier C est un roman d'Elvire Murail publié en 1983 aux Éditions Sylvie Messinger, qui connut sous le même titre une adaptation au cinéma réalisée par Jean-Charles Tacchella. Il a reçu le prix du premier roman en 1983 et le prix George-Sand en 1984.

## Résumé
Le narrateur,  Forster Tuncurry (devenu Forster Lafont dans l'adaptation cinématographique du livre) est un jeune critique d'art vivant dans l'escalier C d'un immeuble américain. Fils d'un diplomate, il est à l'abri du besoin et consacre toute son énergie de dilettante à ses occupations préférées : les femmes, la démolition des artistes contemporains qu'il n'aime pas, le cynisme et, paradoxalement, l'amitié et l'empathie qu'il éprouve pour un petit groupe de voisins dont il décrit le quotidien. Parmi eux, un couple qui passe son temps à se disputer mais qui s'adore, un couple en cours de composition, un jeune homosexuel amoureux de Forster. Et puis il y a cette voisine insignifiante et isolée que Forster ignore royalement mais qu'il va retrouver un soir pendue dans la cage d'escalier, déclenchant une crise de conscience chez le narrateur. Et si la vie était finalement intéressante ? Et si la vraie vie n’était pas contenue seulement dans les tableaux de Jérôme Bosch mais également dans le sourire d'une enfant peinte par Renoir ? Et si le narrateur ne pouvait plus se contenter de se tenir à distance de la vie ? Forster va découvrir qu'il peut lui aussi s'engager, agir, convoiter le bonheur et en donner.

## Éditions
- Éditions Sylvie Messinger, 1983, rééd. École des Loisirs, 1994  (ISBN 2865830330).